# Lysiopetalum argolicum
Lysiopetalum argolicum är en mångfotingart som beskrevs av Karl Wilhelm Verhoeff 1900. Lysiopetalum argolicum ingår i släktet Lysiopetalum och familjen Callipodidae. Utöver nominatformen finns också underarten L. a. montivagum.